# Hypostomus oculeus
Hypostomus oculeus är en fiskart som först beskrevs av Fowler, 1943.  Hypostomus oculeus ingår i släktet Hypostomus och familjen Loricariidae. Inga underarter finns listade i Catalogue of Life.